# Маєток Соколова
Маєток Соколова — двоповерховий маєток кінця XVIII століття, побудований у стилі неоренесансу в Києві за адресою — вулиця Петрівська, № 34.

## Історія
Інформація про будівництво споруди відсутня. Вперше, як маєток будинок згадується в 1899 році. Довідник «Весь Кіевъ» свідчить, що його першим власником був Григорій Соколов. З 1901 року за цією адресою проживав Василь Дорота. У 1909 році мешканкою будинку стала Фекла Щур. Починаючи з 1915 року будинком володіла Євдокія Подвинська.
На руїнах подібних будинків неподалік садиби у 2018 році проходив урбаністичний фестиваль «Сусіди», присвячений «архітектурі надзвичайного стану».

## Опис

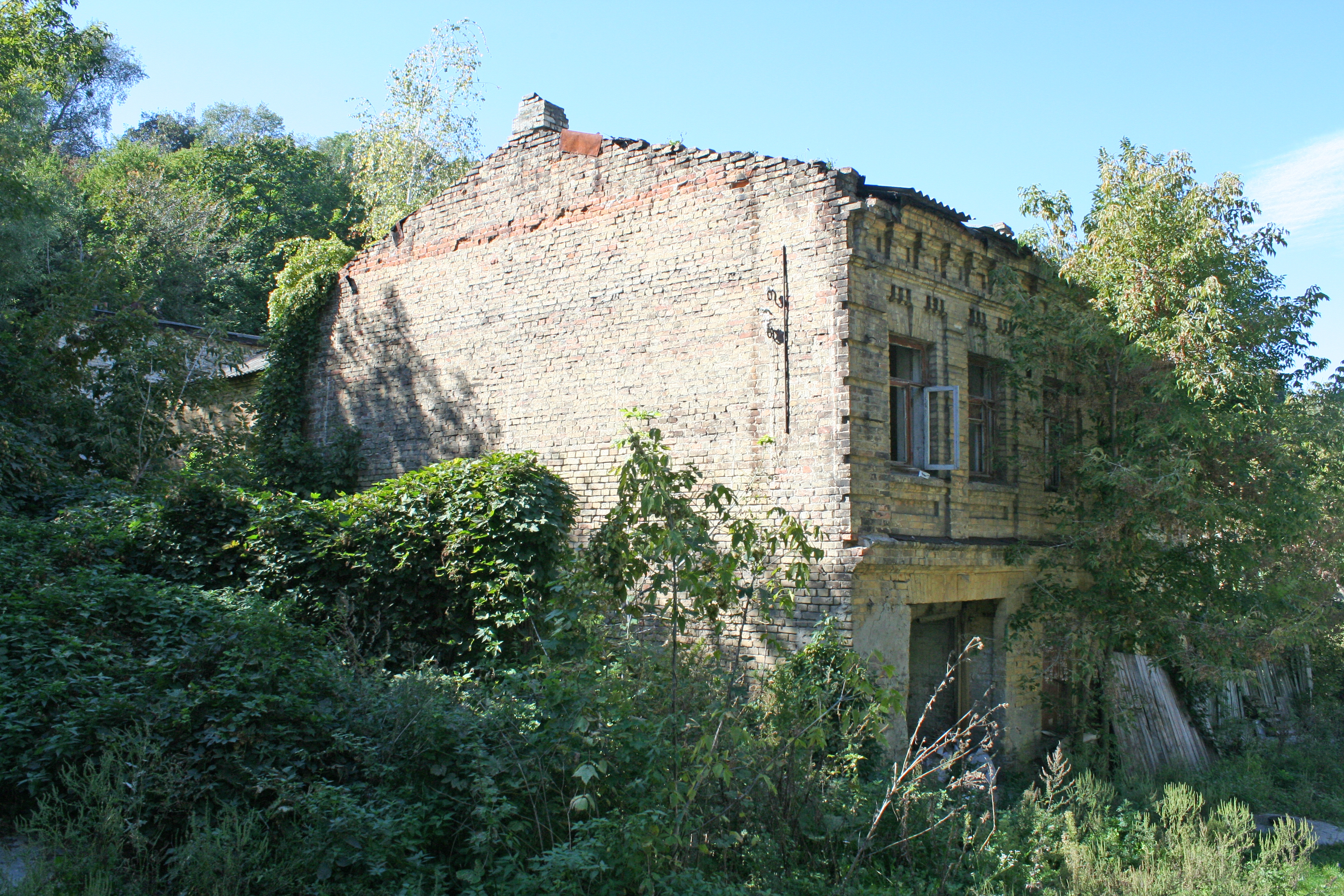
Будинок № 34 по вулиці Петрівська, 2016 рік

Двоповерховий маєток оздоблено в типових для кінця XVIII століття формах неоренесансу, переосмислених в дусі епохи модерну. Садиба складається з головного будинку та дворового флігелю, побудованого разом з будинком. До внутрішнього двору можна було потрапити через в'їзну арку. Фасади нетиньковані та нефарбовані, всі декоративні елементи виконано з жовтої київської цегли.
Внутрішні стіни та стелі будинку прикрашені розкішною ліпниною.